# جمع‌آزما

نتیجه یک تابع چک‌سام (دستور cksum در یونیکس)

الگوریتم جمع‌آزما، سرجمع یا مجموع مقابله‌ای یا چک‌سام (به انگلیسی: checksum algorithm)، الگوریتمی است که برای بررسی درستی اطلاعات در مقصد استفاده می‌شود و در شبکه بسیار کاربرد دارد. در سرجمع تمام داده های موجود در یک پیام با هم جمع می شوند و به حاصل آن سرجمع گفته می شود.
برخی از الگوریتم‌های سادهٔ سرجمع، الگوریتم ۸، ۱۶، ۳۲ و ۶۴ بیتی و CRC۳۲ - CRC۱۶ بیتی هستند. سرجمع بر اساس هر الگوریتمی که باشد تعداد بیت‌های (Bit) آن تقسیم بر ۸ برابر با تعداد بایت (Byte) می‌شود. این اصطلاح از ترکیب دو واژه «Check» به معنی مقایسه و تطبیق و «Sum» به معنی مقدار ایجاد شده‌است